# 玛坑汤氏宗祠
玛坑汤氏宗祠，是位于中国福建省宁德市周宁县玛坑乡玛坑村的一个清代古建筑，2012年入选周宁县第三批文物保护单位。
玛坑汤氏宗祠始建于明朝洪武四年（1371年），清朝乾隆五十年（1785年）重建，建筑坐东朝西，面积483.7平方米，面阔11.6米、进深41.7米，前后分前厅、中厅和太祖庭三进，前厅为穿斗、抬梁混合式减中柱，砖木结构硬山顶，面阔三间、进深七柱；中厅为穿斗、抬梁混合式减中柱、金柱，太祖庭亦为穿斗、抬梁混合式减中柱，面阔三间、进深四柱，东南北三侧设有奉祀汤氏先祖的神龛，祠前则立有两通乾隆年间的建祠碑记。